# HD 38282
HD 38282 (R144, BAT99-118, Brey 89) är en dubbelstjärna belägen i den södra delen av stjärnbilden Svärdfisken i Tarantelnebulosan (Stora magellanska molnet) och består av två väterika Wolf-Rayet-stjärnor. Den ligger nära stjärnhopen R136 i mitten av NGC 2070 och kan ha kastats ut från denna efter ett möte med en annan massiv dubbelstjärna. Den har en kombinerad skenbar magnitud av ca 11,11 och kräver ett teleskop för att kunna observeras. Den beräknas befinna sig på ett avstånd på ca 163 000 ljusår (ca 49 970 parsek) från solen.

## Egenskaper
Primärstjärnan HD 38282 A är en blå till vit hyperjättestjärna av spektralklass WN5-6h. Den har en massa som är ca 80 - 170 solmassor, en radie som är ca 33 solradier och en effektiv temperatur av ca 47 000 K.
HD 38282 är en spektroskopisk dubbelstjärna och båda stjärnorna  noteras i spektrumet. Båda är WNh-stjärnor, mycket heta stjärnor med starka emissionslinjer på grund av deras starka stjärnvindar. Omloppsbanan har inte fastställts, men är sannolikt mellan två och sex månader, kanske mer om den är excentrisk. Den något varmare primärstjärnan har observerats vara den mindre massiva av de två. Deras sammanlagda luminositet är 4 500 000 - 6 300 000